# Кути-Завод
Кути-Завод — залізничний роз'їзд 5-го класу Конотопської дирекції Південно-Західної залізниці на лінії Терещенська — Семенівка. Розташований біля села Угли Новгород-Сіверського району Чернігівської області.

## Історія
Роз'їзд відкритий у 1902 році. У 1992 році роз'їзд передано від Брянського відділення Московської залізниці до підпорядкування Конотопської дирекції Південно-Західної залізниці.
17 січня 2025 року постановою Кабінету Міністрів України роз'їзд перейменовано на Кути-Завод.

## Пасажирське сполучення
Через роз'їзд курсують дизель-поїзди сполученням Семенівка — Терещенська.